# Hans von der Planitz

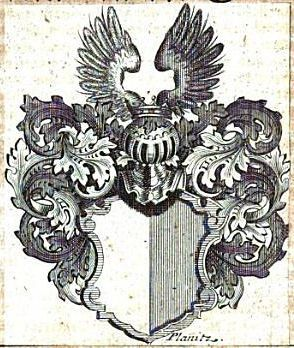
Wappen der Edlen von der Planitz

Hans von der Planitz, seit 1522 Edler von der Planitz (* 1473; † 10. Juli 1535 in Weimar) war Doktor beider Rechte, kaiserlicher und kurfürstlich-sächsischer Rat unter drei ernestinisch-sächsischen Kurfürsten, Assessor beim Reichskammergericht zu Speyer, kurfürstlich-sächsischer Vertreter beim Reichsrat in Nürnberg und Amtshauptmann zu Grimma. Außerdem besaß er die Rittergüter Planitz, Auerbach, Göltzsch, Belgershain und Brambach.

## Leben
Hans von der Planitz entstammte dem vogtländischen Adelsgeschlecht von der Planitz. Er war der älteste Sohn des Georg von Planitz auf Wiesenburg und der Sophie von Kotzau aus dem Hause Kotzau.
Seine langen Studienjahre auf dem Gebiet der Rechtswissenschaften begannen im Wintersemester 1491, als er sich an der Universität Leipzig einschrieb, wo er fünf Jahre lang studierte. 1497 war er kurzzeitig an der Universität Ingolstadt, bevor er ab 1498 für drei Jahre an die Universität Bologna ging, wo er von 1499 bis 1501 die Würde eines von Studenten gewählten Rektors bekleidete. Seine Promotion zum Doctor iuris utriusque bekam er wahrscheinlich im Sommer 1499.
1504 überließ Hans von der Planitz seinem Bruder Rudolf den alleinigen Besitz aller von dem Vater auf sie vererbten Güter inklusive der Herrschaft Wiesenburg, jedoch mit Ausnahme des Schneebergs und Neustädtels, die im gemeinschaftlichen Eigentum blieben. Er selbst erwarb dafür noch im gleichen Jahr, spätestens aber 1505 die Herrschaft über (Unter-)Auerbach und gilt seitdem nicht nur als Begründer dieser Linie, sondern auch als Stammvater aller noch heute lebenden Nachkommen derer von Planitz. In den Jahren 1503 bis 1511 kämpfte Hans hauptsächlich um seine Rechte und die des Bruders im Streit mit dem sächsischen Kurfürsten Friedrich III. aufgrund von Bergbaurechten in der Gegend um Schneeberg. Die Streitigkeiten konnten in der Hauptsache durch den kurfürstlich-sächsischen Kommissar Graf Balthasar von Schwarzburg im Jahr 1511 beigelegt werden.
1513 trat Hans von der Planitz sogar als kurfürstlicher Rat in den Dienst von Friedrich III. von Sachsen, gegen den er lange Jahre selbst prozessiert hatte, obwohl die Familie von der Planitz dem Kurfürsten an sich wohl gesinnt war. Seine Reise im Jahr 1513 an den Hof des verstorbenen Königs Johann I. von Dänemark war der erste diplomatische Dienst von Hans im Auftrag von Friedrich III.
1517 wurde Planitz an Stelle des zum Hofmarschall beförderten Sebastian von Mistelbach zum Amtshauptmann von Grimma ernannt. Allerdings ließ er diese Stelle kurz nach Amtsantritt noch einige Monate ruhen, da er sich mit anderen Mitgliedern des Meißnischen Adels im gleichen Jahr auf eine Pilgerreise zum Heiligen Grab nach Jerusalem begab. Auf dieser Reise traf er am 7. April Papst Leo X. in Rom. Ab Januar 1518, also nach seiner Rückkehr (dann noch bis 1533) widmete er sich wieder seiner Tätigkeit als Amtshauptmann von Grimma.
In der Leipziger Disputation 1519, in der Planitz in seiner Eigenschaft als kurfürstlicher Rat teilnahm, ergriff er Partei für Martin Luther und wahrte ihm sein Recht auf Einspruch gegenüber Johannes Eck. Luther bedankte sich später in einem Brief an den Kurfürsten: „– und wäre Hans von Planitz, Eurer Kurfürstlichen Hoheit Hauptmann zu Grimma, nicht gewesen, so wäre ich ganz dahin gewesen, wie derselbe Eurer Kurfürstlichen Hoheit wohl mag berichten …“

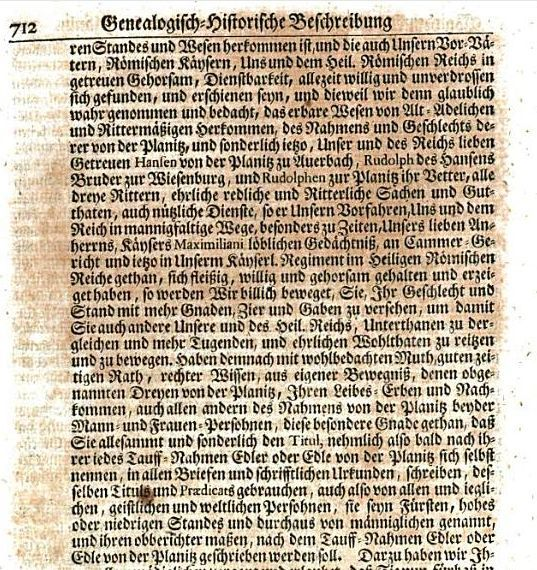
Verleihung des Titel Edle durch Kaiser Karl V.

Im Herbst 1521 wurde Hans von der Planitz vom Kurfürsten zum Vertreter von Kursachsen im Reichsrat in Nürnberg ernannt, wo zum ersten Mal auch Kaiser Karl V. auf ihn aufmerksam wurde. 1524 wurde Hans zur Vermittlung in der Affäre um Thomas Müntzer von Friedrich III. zu Herzog Georg von Sachsen geschickt. 1528 war er als Gesandter des darauffolgenden sächsischen Kurfürsten Johann in der Friedensaffäre beim König von Böhmen (und späteren deutschen Kaiser) Ferdinand I. in Prag. 1530 war er kurfürstlich-sächsischer Abgeordneter auf dem Reichstag zu Augsburg, wo er sich nach Spangenberg bei der Übergabe der Augsburger Konfession geschickt verhalten habe. 1531 wurde er schließlich zum Konvent von Kurfürst Johann nach Frankfurt am Main geschickt. 1532 wurde er von Kursachsen als Beisitzer beim Reichskammergericht in Speyer ernannt, als wiederum der Schmalkaldische Bund den Protestantismus gegenüber dem deutschen Kaiser Karl V. verteidigte.
Im letzten Jahr seines Lebens, 1535, sollte er nochmals im Streit zwischen dem Kurfürsten Johann Friedrich von Sachsen und Herzog Georg von Sachsen vermitteln, als er kurz nach dem gemeinsamen Mittagessen mit dem Kurfürst auf dem Schloss Weimar – vermutlich an einem Schlaganfall – verstarb.
Hans von der Planitz wurde mehrmals als Rat vom sächsischen Kurfürst an den Hof des deutschen Kaisers Karl V. geschickt, der ihn ebenfalls zu seinem, kaiserlichen Rat ernannte. Aufgrund seiner Verdienste, vor allem in den Rechtswissenschaften, bekam Hans von der Planitz auf dem Reichstag zu Nürnberg am 19. November 1522 die Standeserhöhung durch Verleihung des Adelsprädikats „Edler“ („nobiliores“), außerdem das Recht mit rotem Wachs zu siegeln (Rotwachsfreiheit).
Das Diplom dazu wurde am 5. Mai 1523 durch Kaiser Karl V. für Hans von der Planitz auf Auerbach usw., Dr. jur., Kais. u. Kurfstl. Sächs. Rat, seinem Bruder Rudolf auf Wiesenburg, und Rudolf, beider Vetter, sowie allen ihren männlichen und weiblichen Nachkommen, um „sie, ihr Geschlecht und Stand mit mehr Gnaden, Zier und Gaben zu versehen“.

## Familie
Hans Edler von der Planitz war mit Barbara von Schönberg aus dem Hause Schöna verheiratet. Sie hatten insgesamt zehn Kinder, davon sechs Töchter. Die ältesten Söhne Georg (I; der wie sein Vater Recht studierte, ebenso zum Doktor promovierte, späterer burggräflich-plauischer Rat, ebenso kurfürstlich-sächsischer Rat sowie Diplomat und Heerführer im Schmalkaldischen Kriege wurde (1504–1571) und Balthasar Friedrich von der Planitz (II, 1510–1563) gelten als Stammväter der weit verzweigten Linien Auerbach/Vogtl. (I) und der auf Burg Göltzsch in Rodewisch residierenden Linie (II). Der dritte Sohn Sebald († 1539) verstarb wohl kurz nach der Volljährigkeit. Die Linie Belgershain des 4. Sohnes, Hans Friedrich (* 1535) ist später im Mannesstamm erloschen.